# Вилађо Примавера (Торино)
Вилађо Примавера (итал. Villaggio Primavera) је насеље у Италији у округу Торино, региону Пијемонт.
Према процени из 2011. у насељу је живело 125 становника. Насеље се налази на надморској висини од 524 м.